# Impasto (Keramikstil)

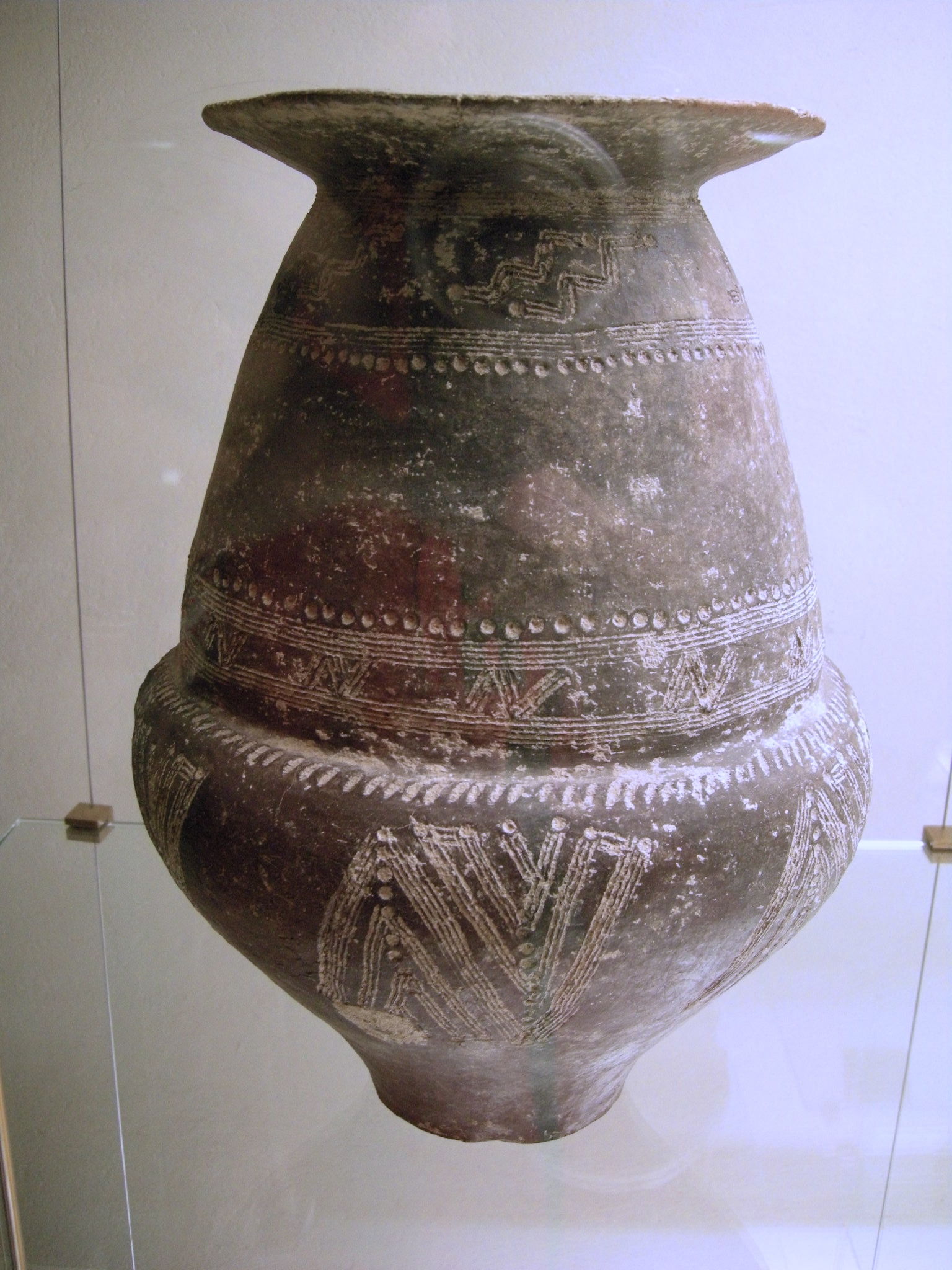
Impasto-Urne, Tarquinia

Impasto ist der moderne Begriff für eine Keramik-Gattung der mittleren und späten Bronze- (Apennin- und Subapennin-Kultur) und der Eisenzeit (Villanova-Kultur, Etruskische Kultur, Cultura laziale) Italiens. Die Gefäße bestehen aus ungereinigtem Ton. Der Zusatz von Magerungsmitteln (daher der Name Impasto = Gemisch) sicherte die Festigkeit der Werkstücke bei den noch einfachen Brennmethoden, ohne Möglichkeiten zur Regulation der Oxidation und Reduktion. Häufig ist Impasto-Keramik dickwandig, weist Variationen und Unregelmäßigkeiten in Form- und Farbgebung auf.

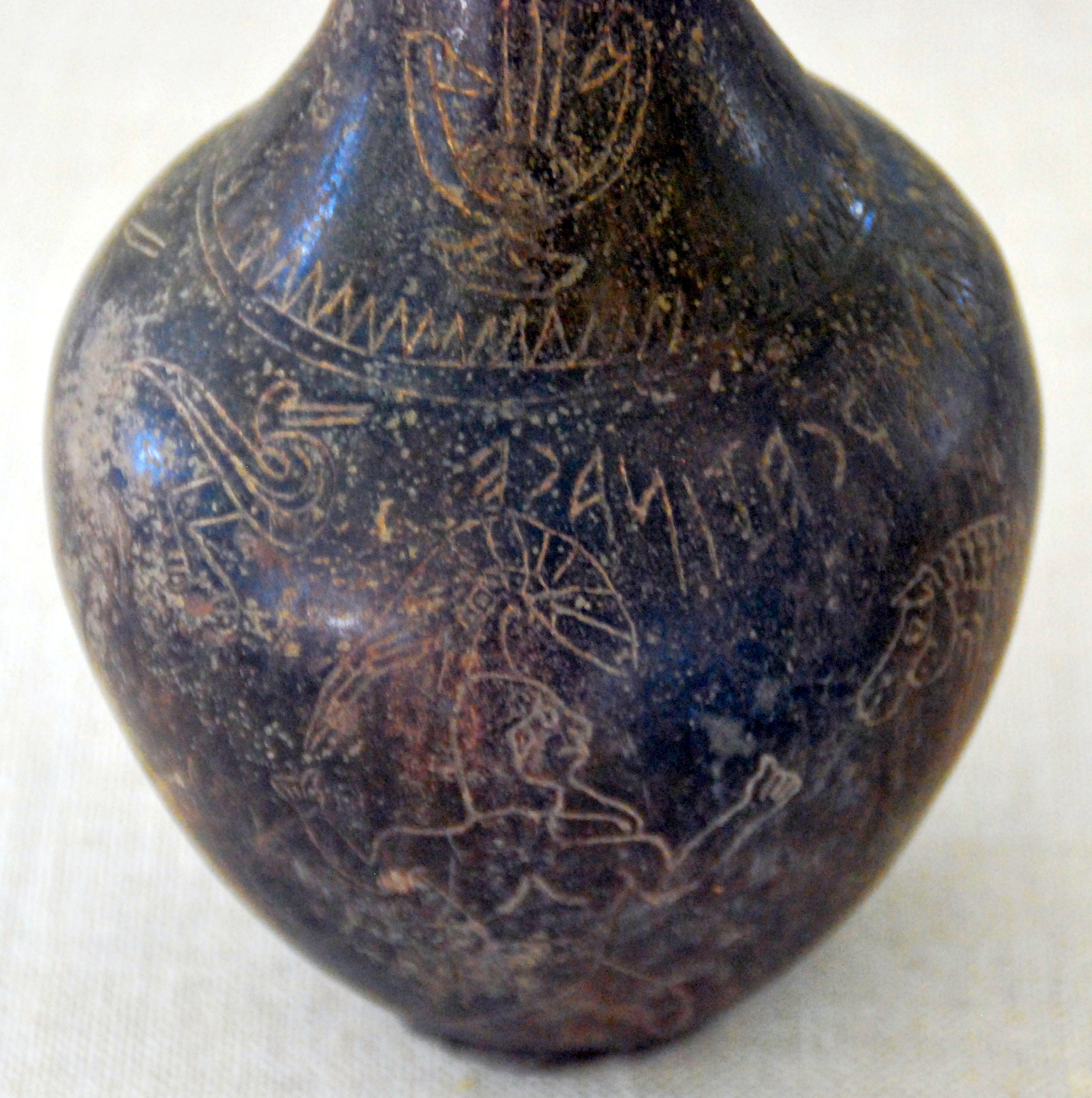
Etruskische Oinochoe des Mamarce (buccheroider Impasto)

Bei den dünnwandigen Gefäßen, die schon den Übergang zum Bucchero markieren, spricht man vom „buccheroiden Impasto“.